# Умен, Сергей Григорьевич
Сергей Григорьевич Умен (укр. Сергій Григорович Умен, 29 марта 1962, Прилуки, Черниговская область, УССР, СССР) — советский футболист и украинский футбольный тренер, Заслуженный тренер Украины. Известен благодаря выступлениям в составе черниговской «Десны» и работе с женскими футбольными клубами «Легенда» (Чернигов) и «Россиянка» (Московская область).

## Карьера игрока
Сергей Умен родился в Прилуках, где и начал заниматься футболом в местной ДЮСШ. Первым тренером парня был Василий Кривошеенко. В 1976 году продолжил тренировки в Харьковской школе-интернате спортивного профиля под руководством Юрия Несмеяна, а с 1979 по 1984 год защищал ворота черниговской «Десны», в составе которой завоевал «серебро» чемпионата УССР 1982 года. Кроме футбола занимался учёбой и в 1984 году окончил факультет физического воспитания Черниговского педагогического института.
В течение 1985—1986 годов защищал цвета «Коммунальника», который выступал в чемпионате Черниговской области, однако в сезоне 1987 года снова пришёл в «Десну». По окончании сезона вернулся в «Коммунальник», за который отыграл весь следующий год. В 1989 году предпринял попытку трудоустроиться в киргизском «Алае», однако вернулся на Родину, сыграв за новый клуб всего 1 матч. Карьеру игрока завершил в 1992 году в составе черниговского «Коммунальника», вместе с которым завоевал «золото» чемпионата Черниговщины 1990 года.

## Тренерская карьера
В тренерском штабе ЖФК «Легенда» начал работать в сезоне 1997 года тренером вратарей. В 1999 году возглавил женский футбольный клуб «Легенда». За короткий срок ему удалось вывести черниговских футболисток в лидеры украинского женского футбола, подтверждением чего стала победа в чемпионате 2000 года и «золотой дубль» в сезоне 2001. В начале 2003 года покинул команду, однако вернулся в «Легенду» через короткое время, добавив в актив клуба ещё один чемпионский титул и Кубок Украины. Однако, 2006 год выдался не таким удачным — черниговская команда остановилась в шаге от триумфа в обоих национальных турнирах, а Сергей Умен покинул команду по окончании сезона.
С 2007 по 2012 год работал тренером вратарей в женском футбольном клубе «Россиянка» из Московской области. В 2009 году за подготовку Мастеров спорта международного класса Украины (выход в финал Лиги чемпионов по футболу среди женщин в составе «Звезды-2005» (Пермь)) был удостоен звания Заслуженный тренер Украины. Преподавал в московском Колледже индустрии гостеприимства и менеджмента № 23.

## Достижения

### Как игрока
- Серебряный призёр чемпионата УССР (1): 1982

### Как тренера
- Чемпион Украины среди женщин (3): 2000, 2001, 2005
- Серебряный призёр чемпионата Украины среди женщин (2): 1999, 2006
- Обладатель Кубка Украины среди женщин (2): 2001, 2005
- Финалист Кубка Украины среди женщин (2): 1999, 2006